# 南島語系
南島語系（英語：Austronesian languages）是主要由南岛民族所使用的语言，包括約1300種的語言。其分布主要位于南太平洋群岛，以及臺灣、夏威夷群島、越南南部、菲律宾、马来群岛，東達南太平洋东部的復活節島，西到東非洲外海的馬達加斯加島，南抵紐西蘭。目前認為臺灣是南島語系分化及擴散的源頭，也是目前南島語系最北部的地區，居住在新北市烏來區的泰雅族聚落，目前是全世界南島語系居住地中人口分布上地理最北端的聚落；東西的延伸距離，超過地球圓周的一半，總人口數大約兩億五千萬之多，絕大多數居住在東南亞的菲律賓、印尼、馬來西亞，至於新幾內亞以東的太平洋島嶼有一百多萬人。

## 名稱
所謂的「南島」（Austronesia），是1899年由學者Wilhelm Schmidt自拉丁文字的字根「auster」與希臘文「nêsos」所合組而成，前者為南風之意，後者意指島，所以日本人創造和製漢語「南島」以對應「Austronesia」，而中文在近代沿用了此譯名。

## 起源

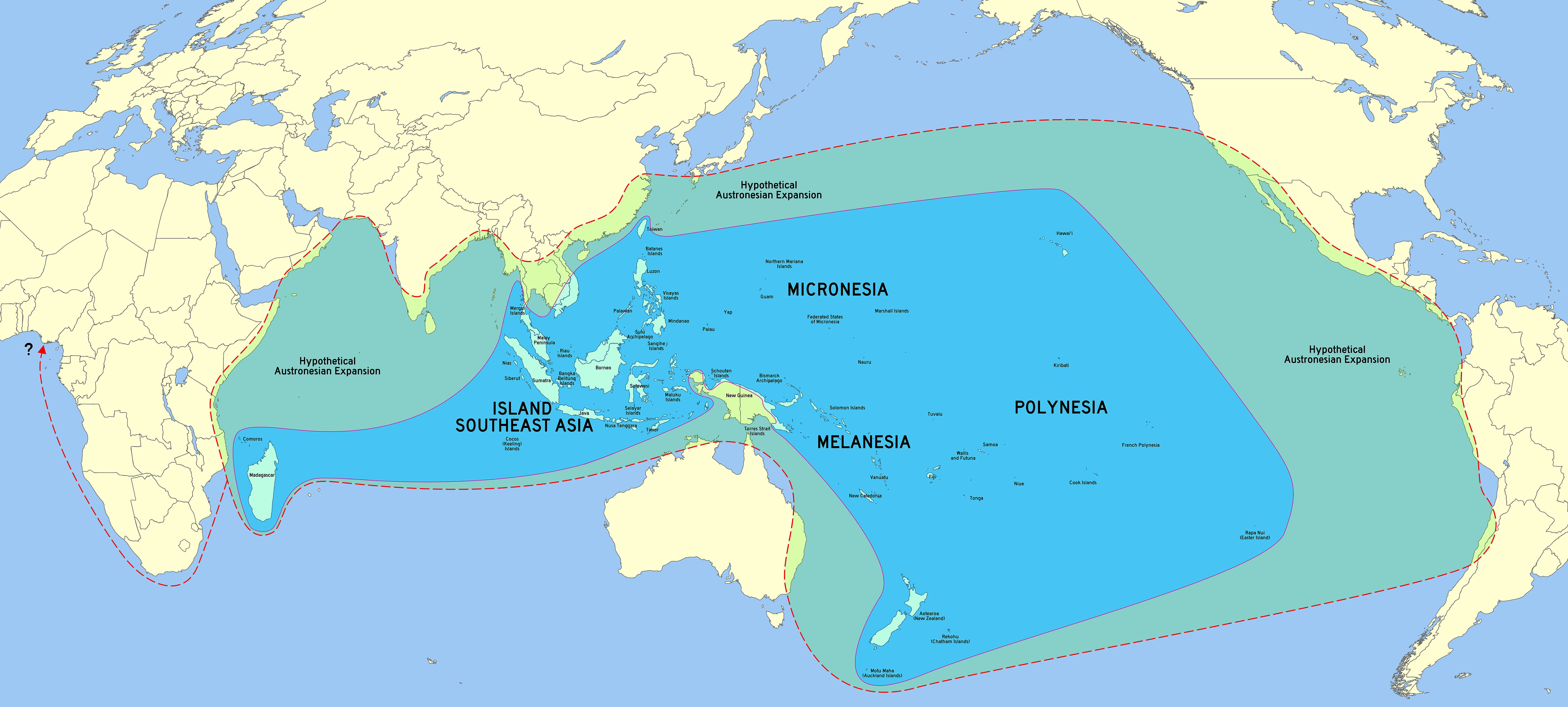
當代南島語系分布範圍和可能接觸區域

南島語系的起源，與南島民族的起源有緊密相關。「出台灣說」認為台灣原住民的先祖來自亞洲大陸南部與中南半島，隨後由台灣島向東南亞島嶼擴散，形成南島語系族群。
人類學家凌純聲認為百越族為台灣原住民族的先祖，也是南島民族的祖先。但是從語言學分析，這個假說仍有爭議，主要是因為漢語和古代百越人的語言與南島語之間沒有直接關聯性。語言學家李壬癸則認為，從語言的關係看，古代漢民族、泰傣民族、南島民族的地理：分布應該是漢民族在北，泰傣民族居中，南島民族在南。換言之，漢語與傣語有密切的接觸，傣語與南島語也有密切的接觸，但漢語與南島語卻沒有直接接觸的語言證據。
根據2016年最新研究，一例馬來半島距今四千多年前古人屍骨，其基因與現代南島人群差異甚大，基因上與東南亞矮黑人有更密切的聯繫。

## 基因研究

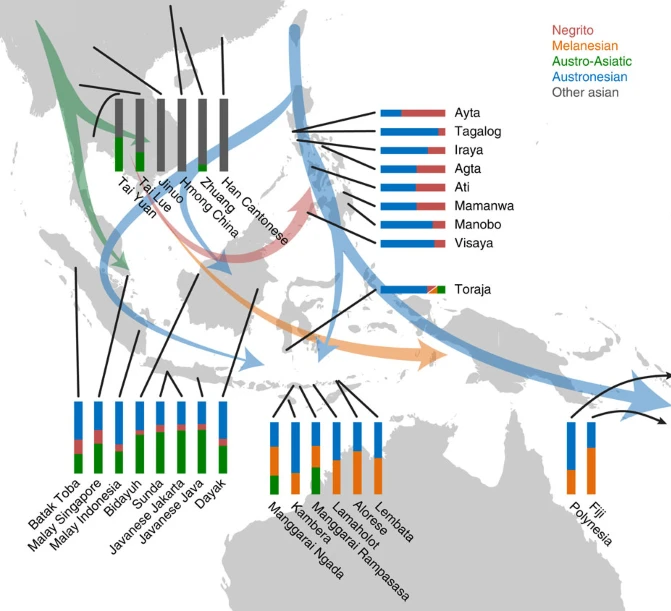
南島語系東南亞人的常染色體分析圖，藍色是南島語相關基因成分，綠色是南亞語系相關基因成分，紅色是菲律賓矮黑人相關基因成分，橘色是大洋洲基因成分。（目前菲律賓的主要民族是Tagalog與Visaya。Ayta是菲律賓矮黑人，人口非常少。Javanese是印尼人口最多的民族。）

一個2014年，歐美頂尖大學發在nature期刊上的論文，發表了對東南亞南島語系人群的基因研究，發現南島語系人群在基因上，有共同的起源，但也有與其他的人群混血。
菲律賓人的基因，為原始南島基因為主，混合少量矮黑人血統。而馬來人與西部印尼人，為原始南島基因與南亞語系相關血統的混合。東部印尼人，則是南島基因與大洋洲基因（以美拉尼西亞人為代表）的混合。玻里尼西亞人，也是南島基因與大洋洲基因的混合。
南島人群進入東南亞的具體時間，目前學術界仍有爭議，傳統上，透過考古遺址文物與語言學，認為南島人群在距今四千年前，從台灣進入菲律賓（菲律賓從距今四千年前開始，考古遺址出現與台灣玉石的貿易遺跡。），之後再從菲律賓擴散到東南亞。但部分學者透過基因研究，研究母系粒線體的共祖時間，認為南島人群進入東南亞的年代更早，但此類研究往往忽視父系基因甚至常染色體，更缺乏測過基因的考古遺址屍骨作為實證。
目前測過基因的考古遺址，僅能證明南島人群至少在距今三千年內已進入東南亞。（一例大洋洲某島嶼距今約三千年前的遺址屍骨，已出現南島基因。印尼距今約兩千年前的古人屍骨，已出現南島基因。但馬來半島一例距今四千到五千年前的古人屍骨，仍沒有南島基因。東印尼一例距今七千多年前的古人屍骨，仍沒有南島基因。)
東南亞目前測過基因的考古遺址仍十分匱乏，測過基因的寥寥無幾，在未來相關研究或許能有更深入的進展。

## 分佈

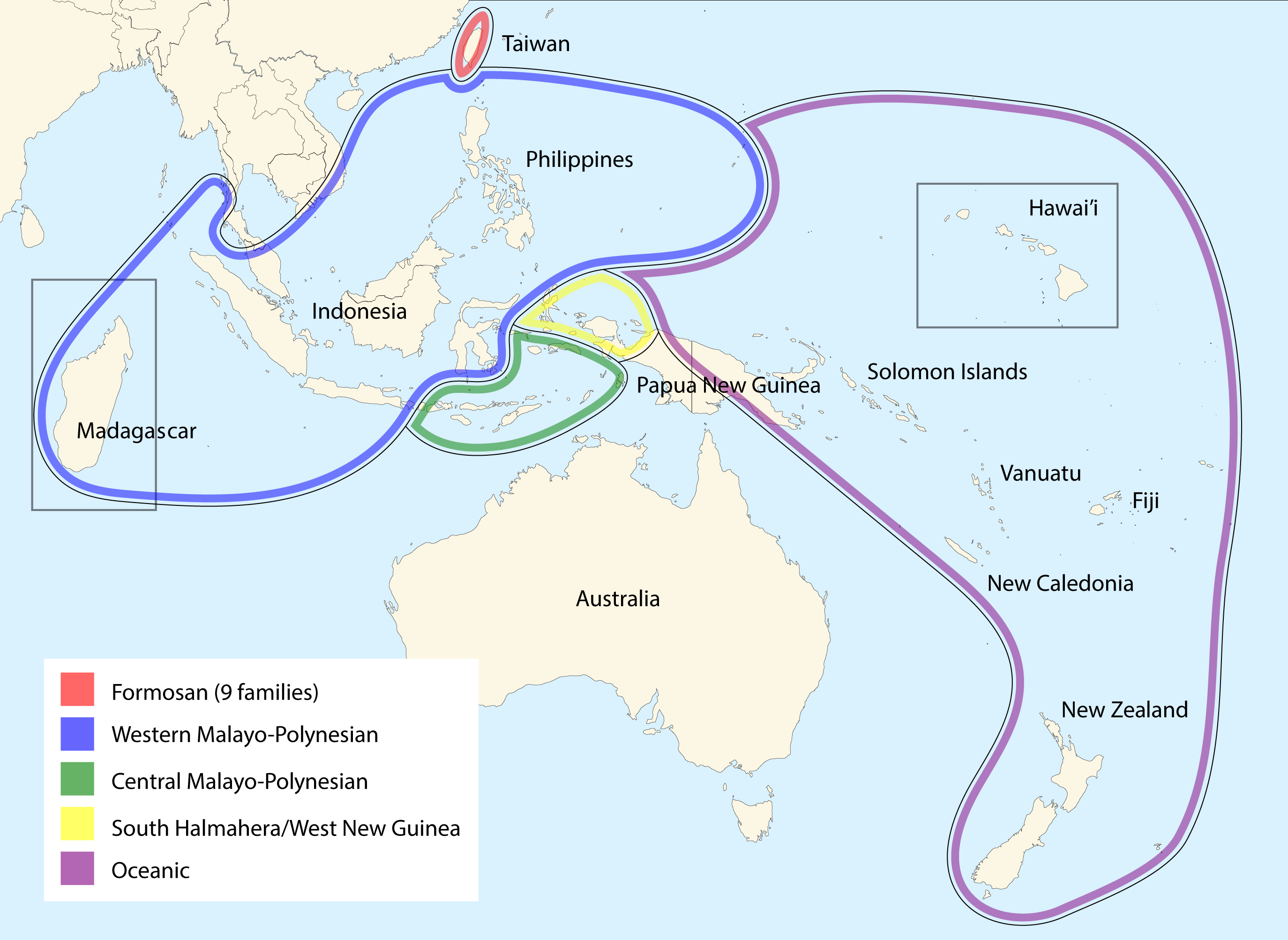
南島語系的各語支

使用南島語系的區域包括臺灣、海南、菲律賓、馬來西亞、新加坡、印尼、馬達加斯加、新畿內亞、紐西蘭、夏威夷、密克羅尼西亞、美拉尼西亞、玻里尼西亞等各地島嶼的語言，外加馬來半島上的馬來語、中南半島上越南與高棉的占語和泰國的莫肯語（Moken）及莫克倫語（Moklen）。北起臺灣，南抵紐西蘭，西至馬達加斯加，東至智利復活節島。
南島語系分佈的區域很廣，語言的數目也頗多，根據《民族語》的資料，其總數有1262種之多。
由於移民及近代帝國主義殖民，在劃分為南島語系的區域內，部分的島上也有使用非南島語族的語言。以臺灣為例，除了有隸屬於南島語族的原住民族族語以外，由於17與18世紀來自中國的移民而同時存在著不同的漢語，包括了閩南語（臺灣話）和客家話（臺灣客家語）。台灣於19世紀末至20世紀中期的日治時期以日語為官方語言；戰後，隨著中華民國政府治理台灣而使用現代標準漢語（國語）。
其他如菲律賓相繼受到西班牙與美國殖民、夏威夷受到美國殖民、紐西蘭受英國殖民、印尼受到荷蘭殖民、馬來西亞受到英國殖民、越南與柬埔寨受到法國殖民等，其殖民母國的語言在其現今語言系統內仍造成不同影響。

## 內部分群
南島語系的內部關係十分複雜，一些鄰近的語言之間常形成方言連續體，使得語言分界模糊，難以劃分。最早提出相關研究的是奧托·丹普沃夫對於大洋洲語族的分群研究。臺灣南島語在南島語系中的特殊地位，首次由奧德里庫爾於1965年發現，他將臺灣南島語與東部南島語、西部南島語三分而立，並稱為北部南島語 。
伊西多爾·戴恩在1965則透過詞彙統計分類，提出40個第一分支，大洋洲語族則被拆分為其中的30多個分支，他認為語言複雜度最高的地區在美拉尼西亞， 。雖然他的分類極具爭議，但部分的分群方式仍被接受而保留下來。
隨後，奧托·克里斯丁·戴爾於1973年認為臺灣南島語是南島語系中存古程度較高的一群，後續亦有其他學者將臺灣南島語劃分出多個第一分支。白樂思在1977年進一步把南島語族分為四個分支：泰雅語群、鄒語群、排灣語群、馬來-玻里尼西亞語群，這個分群方式也廣為學界接受。而後期研究中，白樂思於1999年依據音韻特徵，將原本歸入排灣群的一些分支獨立出來，將南島語族分為十個分支：泰雅語群、西北語群、西部平原語群、鄒語群、魯凱語群、排灣語群、卑南語群、布農語群、東台灣南島語群以及馬來-玻里尼西亞語群。

### 南島語系在台灣的第一分支
台灣南島語約可分為13個確定的語群，而這些語群之間的關聯則是南島語言學者探究的議題。 白樂思於1999年將邵語、道卡斯-巴布薩語、巴布拉-洪雅語等併入「西部平原語群」，賽夏語及巴宰語併入「西北語群」，而阿美-撒奇萊雅語群、巴賽-噶瑪蘭語群及西拉雅語群則併入「東臺灣南島語群」。李壬癸又於2008年進一步將西部平原語群及西北語群和泰雅語群一同併為「北臺灣南島語群」。馬爾科姆·羅斯則在2012年則取消鄒語群，並認為魯凱語、鄒語及卑南語比其他南島語更早分化，其餘南島語則歸為「核心南島語群」。

#### 白樂思的分類
- 鄒語
- 拉阿魯哇語
- 卡那卡那富語

- 邵語：德化社方言、頭社方言
- 中央西部平原語支
  - 道卡斯-巴布薩語（包含費佛朗語）
  - 巴布拉-洪雅語

- 賽夏語：大隘方言、東河方言
- 龜崙-巴宰語（包含噶哈巫語）[18]

- 泰雅語
- 賽德克語（包含太魯閣語）

- 北支
  - 巴賽語（包含哆羅美遠語及猴猴語）
  - 噶瑪蘭語
  - 凱達格蘭語（即雷朗語）
- 中支
  - 阿美語
  - 撒奇萊雅語
- 南支：西拉雅語（包含大武壟語、馬卡道語）

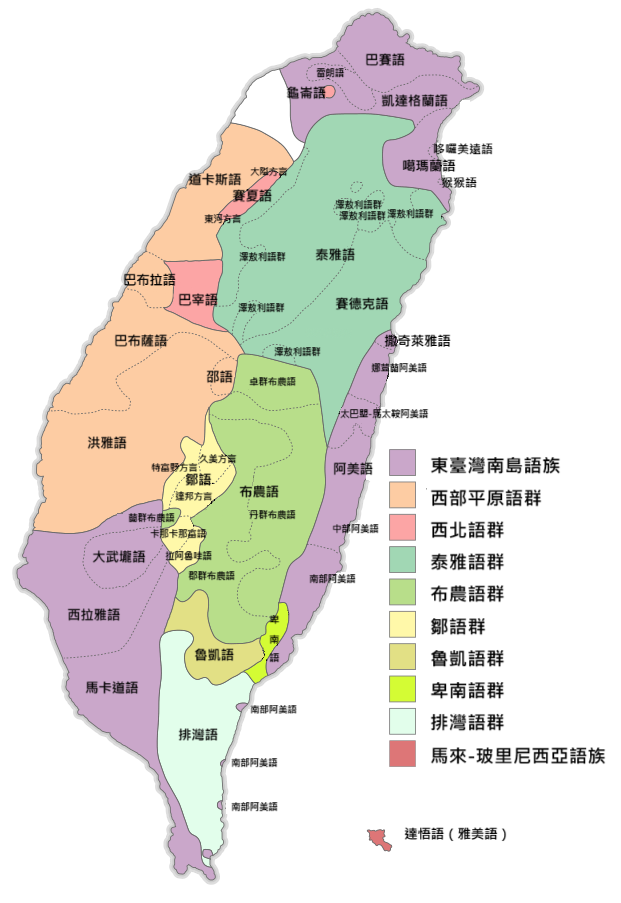
白樂思的南島語分群

- 其中下三社魯凱語，：即茂林語、多納語及萬山語，與其他魯凱之間差異較大

（台灣以外地區）

#### 李壬癸的分類

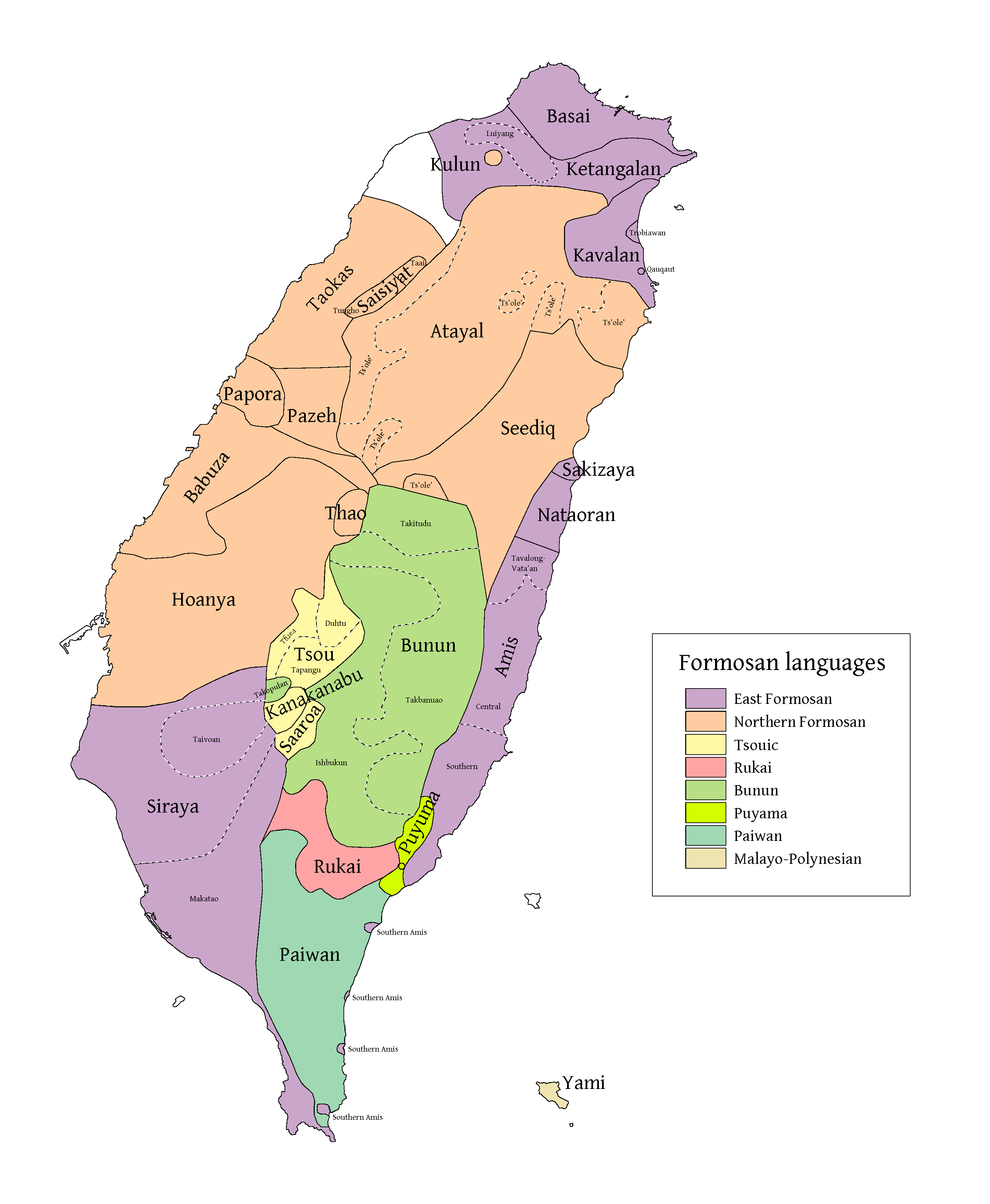
李壬癸的南島語分群，以綠色系標示的布農語、卑南語及排灣語可能組成南臺灣南島語群，但仍有待確認。

在白樂思的基礎上，李壬癸於2008年進一步提出「北臺灣南島語群」。李壬癸以「原始臺灣南島語」（F0）來標示原始南島語（PAN），其參考的是史丹利·帥德樂（Stanley Starosta）的標示方式。李壬癸將魯凱語和鄒語群視為與其他南島語分歧程度最大的兩支，僅管魯凱語的分支位置仍有待討論
- F0: 原始臺灣南島語 = 原始南島語
  -   魯凱語
    - 萬山語
    - 茂林-多納語支、霧臺-大武-大南語支
- F1: （次支）
  -   中臺灣南島語族（鄒語群）
    - 鄒語
    - 南鄒語支
      - 拉阿魯哇語
      - 卡那卡那富語
- F2: （次支）
  -   北臺灣南島語族
    - 大西北支
      - 賽夏-龜崙語、巴宰語
      - 西部平原
        - 邵語
        - 西海岸（巴布拉語-洪雅語-巴布薩語-道卡斯語）

    - 　泰雅語群
      - 泰雅語
        - 賽考利克泰雅語
        - 澤敖利泰雅語

      - 賽德克語（包含太魯閣語）

  -   東臺灣南島語族
    - 噶瑪蘭-巴賽語群
    - 西拉雅–阿美語群

  -  ? 南臺灣南島語族 [未定]
    -   布農語
      - 南部布農語（郡社）
      - 北部（卓社、卡社）及中部（丹社、巒社）布農語

    -   排灣語–卑南語 [未定]

白樂思於2013年否定「北臺灣南島語族」此一分群，他指出李壬癸的詞彙證據無法明確定義此分群。

## 對外關係
近來許多研究提出將南島語系與一些東亞及東南亞的不同語系有語言親屬關係。某些語言學者相信泰語可能也可以算是擴大定義之「南島語系」的一部份，雖然多數學者似乎仍舊將其歸類為「壯侗語族」。學者白保羅認為「南島語系」和「南亞語系」以及「壯侗語族」可能有血緣關係，正研究南方大語系，由此成為語言學家的另一項研究專題。以下羅列一些可能的假說，但以下的假說都不是目前學界的主流觀點：
- 南方大語系：德国传教士Wilhelm Schmidt 1899年提出南岛语系和南亚语系同源，美国人类学家潘乃德提出壮侗語族與南島語系同源。
- 印歐-南島語系：美国学者Dahl 1970年指出南岛语系和印欧语系同源。
- 澳台語系：日本一些學者認為南島語系與日語有關。
- 漢-南島語系：法国学者沙加尔1990年提出了漢-南島超語系，在該假說下漢藏語系、苗瑤語系、壯侗語系、南亞語系、南島語系同源[21]。
- 東亞語系：美國學者帥德樂2001年提出的超語系，該假說相對漢-南島語系假說更爲激進，認爲東亞除日韓語以外的所有語言同源。

## 特征
南岛语系各语言大都是黏著语，語音上辅音有清辅音和浊辅音；語法上有格，但沒有性的区别；广泛利用词缀和詞幹元音音变来表达语法意义；动词有时态、语态和语体的变化，主语和动词在变化中互相呼应。南岛语系各语言的词都有重音，另外除了長期受到周圍漢語、黎語等有聲調語言影響的回輝話以外，其他南島諸語沒有聲調系統。

## 主要語言
以下羅列母語者使用人數達300萬以上的南島語：
- 爪哇語 （1億）
- 印尼語（母語者4,200萬，總使用人數約2億5,000萬）
- 馬來語（3,000萬）
- 他加祿語（菲律賓語, 母語者4,700萬，總使用人數約1億）
- 巽他語（4,200萬）
- 宿霧語（母語者3,000萬，總使用人數約3,500萬）
- 馬拉加斯語（1,700萬）
- 馬都拉語（1,400萬）
- 伊洛卡諾語（母語者800萬，總使用人數約1,000萬）
- 希利蓋農語（母語者700萬，總使用人數約1,100萬）
- 巴塔克語(850萬，包含各方言）
- 米南佳保語（700萬）
- 布吉語（500萬）
- 比科爾語（460萬，包含各方言）
- 班查語（450萬）
- 亞齊语（350萬）
- 巴厘语（300萬）

### 維基百科語言列表
維基百科語言列表中的南島語系語言，統計至2024年12月31日止，共44種：
- 撒奇萊雅語
- 阿美語
- 泰雅語
- 賽德克語（太魯閣語）
- 排灣語
- 斐濟語
- 馬紹爾語（已關閉）
- 諾魯語（已關閉）
- 希里摩圖語（已關閉）
- 德頓語
- 薩摩亞語
- 大溪地語
- 東加語
- 毛利語
- 馬拉加斯語
- 查莫羅語
- 夏威夷語
- 馬來語
- 巴瑤語（英语：Sama–Bajaw languages）
- 杜順語
- 伊班語
- 亞齊語
- 班查語
- 峇里語
- 托巴巴塔克語
- 巴達維語
- 班尤馬山語
- 布吉語
- 哥倫打洛語
- 科梅林語
- 印尼語
- 爪哇語
- 馬都拉語
- 曼代靈語
- 米南佳保語
- 尼亞斯語
- 巽他語
- 宿霧語
- 瓦瑞語
- 他加祿語
- 伊洛卡諾語
- 邦板牙語
- 中比科爾語
- 邦阿西楠語

## 腳註
1. ↑  [http：v.hack.com紐西蘭研究 玻里尼西亞人來自臺灣]
2. ↑  .   [2009-01-24]. （原始内容存档于2010-01-24）.
3. ↑  .   [2009-01-24]. （原始内容存档于2009-01-27）.
4. ↑  .   [2009-01-24]. （原始内容存档于2008-10-01）.
5. ↑  .   [2023-09-05]. （原始内容存档于2023-08-29）.
6. ↑  . Nature Communications. 2014.
7. ↑  . Nature Communications. 2014  [2023-09-05]. （原始内容存档于2023-12-08）.
8. ↑  . Nature. 2016  [2023-09-05]. （原始内容存档于2023-10-18）.
9. 1 2  . SCIENCE. 2018  [2023-09-05]. （原始内容存档于2023-08-29）.
10. ↑  . Nature. 2021  [2023-09-05]. （原始内容存档于2021-08-26）.
11. 1 2  中央研究院平埔文化資訊網 nd, a
12. ↑  Dempwolff, Otto (1934-37).  [Comparative phonology of the Austronesian vocabularies] (3 vols). Beihefte zur Zeitschrift für Eingeborenen-Sprachen (Supplements to the Journal of Native Languages) 15;17;19. Berlin: Dietrich Reimer （德语）.
13. ↑  Haudricourt (1965)，第315頁.
14. ↑  Dyen (1965).
15. ↑  Grace (1966).
16. ↑  Dahl (1973).
17. ↑  Robert Blust. 1999. Subgrouping, Circularity and Extinction: Some issues in Austronesian comparative linguistics. In Elizabeth Zeitoun and Paul Jen-kuei Li (eds.), Selected papers from the Eighth International Conference on Austronesian Linguistics, 1-54. Taipei, Taiwan: Academia Sinica.
18. ↑  土田滋於1995年從詞彙、音韻等證據指出龜崙語與賽夏語關係較近，白樂思引用了土田該篇論文，卻忽視了此一明顯證據。
19. ↑  Starosta, S. . P. Li; Cheng-hwa Tsang; Ying-kuei Huang; Dah-an Ho & Chiu-yu Tseng  (编). . Taipei: Institute of History and Philology, Academia Sinica. 1995: 683–726.
20. ↑  Li (2008), p. 216: "The position of Rukai is the most controversial: Tsuchida... treats it as more closely related to Tsouic languages, based on lexicostatistic evidence, while Ho... believes it to be one of the Paiwanic languages, i.e. part of my Southern group, as based on a comparison of fourteen grammatical features. In fact, Japanese anthropologists did not distinguish between Rukai, Paiwan and Puyuma in the early stage of their studies"
21. ↑  沙加尔. . 现代人类学通讯. 2011, 5: 134–137  [2019-05-05]. （原始内容存档于2021-02-08）.

## 外部連結
- Language Family Trees（页面存档备份，存于）
- Jared M. Diamond：臺灣給世界的禮物 （页面存档备份，存于）
- 經典雜誌：南島新世界
- 南島語系播遷圖 （页面存档备份，存于）
- Ethnologue: Austronesian（页面存档备份，存于）
- Austronesian Vocabulary （页面存档备份，存于）
- 中央研究院數位典藏資源網：南島語數位典藏（页面存档备份，存于）
- Langues et civilisations à tradition orale(LACITO)/(UMR7107)/南島語語音語料 （页面存档备份，存于） （法文）
- 臧振華：〈再論南島語族的起源與擴散問題〉。